# لورينا فارغاس
لورينا فارغاس (بالإسبانية: Lorena María Vargas Villamil) هي دراجة كولومبية، ولدت في 26 أغسطس 1986 في يوبال في كولومبيا.

## وصلات خارجية
- لورينا فارغاس على موقع أرشيف الدراجات (الإنجليزية)
- لورينا فارغاس على موقع إحصائيات الدراجات الإحترافية (الإنجليزية)
- لورينا فارغاس على موقع نسبة الدراجات (الإنجليزية)